# Championnat de Biélorussie de basket-ball
Le championnat de Biélorussie de basket-ball (Vyššaja Liga) est le plus haut niveau du basket-ball masculin en Biélorussie. Ce championnat regroupe les 8 meilleures équipes biélorusses.

## Palmarès
- 1992-1993: RTI Minsk
- 1993-1994: RTI Minsk-2-RUOR
- 1994-1995: RTI Minsk
- 1995-1996: BC Hrodna-93
- 1996-1997: RUOR Minsk
- 1997-1998: BC Hrodna-93
- 1998-1999: BC Hrodna-93
- 1999-2000: BC Hrodna-93
- 2000-2001: BC Hrodna-93
- 2001-2002: BC Hrodna-93
- 2002-2003: BC Hrodna-93
- 2003-2004: BC Hrodna-93
- 2004-2005: BC Vitalyur Minsk
- 2005-2006: BC Vitalyur Minsk
- 2006-2007: BC Vitalyur Minsk
- 2007-2008: BC Vitalyur Minsk
- 2008-2009: BC Minsk 2006
- 2009-2010: BC Minsk 2006
- 2010-2011: BC Minsk 2006
- 2011-2012: BC Minsk 2006
- 2012-2013: BC Tsmoki-Minsk
- 2013-2014: BC Tsmoki-Minsk
- 2014-2015: BC Tsmoki-Minsk
- 2015-2016: BC Tsmoki-Minsk
- 2016-2017: BC Tsmoki-Minsk
- 2017-2018: BC Tsmoki-Minsk
- 2018-2019: BC Tsmoki-Minsk
- 2019-2020: BC Tsmoki-Minsk
- 2020-2021: BC Tsmoki-Minsk
- 2021-2022: BC Tsmoki-Minsk
- 2022-2023: BK Minsk
- 2023-2024: BK Minsk

## Bilan par club
| Club                          | Titres | Ville  | Année                                                                                          |
| ----------------------------- | ------ | ------ | ---------------------------------------------------------------------------------------------- |
| BC Tsmoki-Minsk/BC Minsk 2006 | 16     | Minsk  | 2009, 2010, 2011, 2012, 2013, 2014, 2015, 2016, 2017, 2018, 2019, 2020, 2021, 2022, 2023, 2024 |
| BC Hrodna-93                  | 8      | Hrodna | 1996, 1998, 1999, 2000, 2001, 2002, 2003, 2004                                                 |
| BC Vitalyur Minsk             | 4      | Minsk  | 2005, 2006, 2007, 2008                                                                         |
| RTI Minsk                     | 2      | Minsk  | 1993, 1995                                                                                     |
| RTI Minsk-2-RUOR              | 1      | Minsk  | 1994                                                                                           |
| RUOR Minsk                    | 1      | Minsk  | 1997                                                                                           |

## Championnat féminin
En 2014, Tsmoki Minsk remporte son premier championnat national (avec notamment Kristen Morris) contre le club de Horizont Minsk avec notamment Natallia Anufryienka .